# Sartoris
Sartoris ist ein Roman des US-amerikanischen Schriftstellers William Faulkner, der erstmals 1929 veröffentlicht wurde. Der Roman stellt eine gekürzte Version des Werkes Flags in the Dust dar, welches erst 1973 im Original veröffentlicht wurde. Auf Deutsch erschien  Sartoris zuerst 1961 im Rowohlt Verlag.

## Handlung
Im Zentrum des Romans, der in den Jahren 1919 und 1920 spielt, stehen drei Generationen der aristokratischen Südstaaten-Familie Sartoris, den Nachkommen des Bürgerkriegshelden Oberst John Sartoris,  dessen Schatten immer noch über der Familie liegt: Der „alte“ Bayard, ein Bankier, der schwerhörig und lebensüberdrüssig ist; seine scharfzüngige Tante Jenny sowie sein Enkel, der „junge“ Bayard. Dieser ist gerade aus dem Ersten Weltkrieg zurückgekehrt, fühlt sich schuldig am Kriegstod seines Bruders John und empfindet die familiäre Tradition als Last. Nur im Geschwindigkeitsrausch seines neu gekauften Automobils und in anderen halsbrecherischen Handlungen kann er sich ausdrücken und versucht, zu vergessen. Kontrastiert wird die Handlung durch die Figuren des träumerisch-intellektuellen Horace Benbow, auch er ein Kriegsheimkehrer, und seiner Schwester Narcissa, die sich schließlich in Bayard verliebt und ihn heiratet. Bei einem Autounfall während einer von Bayards Ausfahrten stirbt der Großvater, der „alte“ Bayard; sein Enkel flieht vor den Konsequenzen seiner Handlungen. Er stirbt wenig später bei einem Testflug mit einem neuen Flugzeugtyp. Am selben Tag bringt Narcissa seinen Sohn zur Welt.

## Literarische Bedeutung
Mit diesem Roman legte Faulkner den Grundstein für seinen Südstaaten-Romanzyklus; erstmals spielt die Handlung im imaginären Yoknapatawpha County; viele Gestalten und Themen seiner späteren Romane treten hier erstmals auf. Jean-Paul Sartre veröffentlichte 1938 eine durchwegs positive Rezension, in welcher er besonders die gekonnte Darstellung von Zeit als „unentwirrbares Knäuel von Vergangenheit und Gegenwart“ lobte. Neben einer intensiven Reflexion über das Erbe des amerikanischen Südens und dessen psychologische Auswirkungen enthält der Roman mit der Figur des jungen Bayard Sartoris auch einen zeitnahen Bezug zur Lost Generation.
Die Familie Sartoris erscheint auch in seinem späteren Werk Die Unbesiegten, während Horace Benbow eine Hauptfigur von Faulkners Roman Die Freistatt ist. Auch im Buch Licht im August werden die Taten von Colonel John Sartoris mehrfach erwähnt.